# Psarskie (powiat śremski)
Psarskie – wieś w Polsce położona w województwie wielkopolskim, w powiecie śremskim, w gminie Śrem. W latach 1975–1998 miejscowość należała administracyjnie do województwa poznańskiego.
Wieś położona na lewym brzegu Warty, sąsiadująca od zachodu ze Śremem przy drodze wojewódzkiej nr 310 (Śrem – Czempiń – Głuchowo). We wsi znajduje się skrzyżowanie z drogą powiatową nr 4062 do Iłówca przez Brodnicę. Komunikację ze wsi do Śremu zapewnia komunikacja gminna (linie 8, 10 i 12).

## Historia
W 1279 roku Psarskie pierwszy raz zaistniało w dokumentach księcia Przemysła II jako własność rycerska komesa Borka z Sierakowa. W 1580 roku wieś należała do Wojciecha Sokołowskiego oraz Bartłomieja i Stanisława Psarskich. W późniejszych wiekach wieś pozostawała w rękach różnych rodów, wśród nich byli Psarscy, Szamarzewscy, Gliszczyńscy oraz Kołaczkowscy. W 1781 majątek kupił Józef Wybicki. Właścicielami od 1793 byli Platerowie, Raczyńscy, Grodziccy i Szołdrscy. Ostatnim właścicielem przed wybuchem II wojny światowej był August Zaleski – minister spraw zagranicznych II RP, prezydent RP na emigracji w Anglii.

## Zabytki
Zabytkami chronionymi prawem są:
- Park krajobrazowy – z końca XVIII wieku o powierzchni 5,85 ha, a w nim m.in. dęby szypułkowe o obwodzie 645 cm i 440 cm, kasztanowiec o obwodzie 514 cm, lipy, graby, oraz cis ukształtowany w formie altany.
- Pałac w stylu neogotyckim z 1867 zbudowany przez Antoniego Raczyńskiego[8]. Rozbudowany w 1900 roku przez Władysława Grodzickiego. W 1926 roku obiekt należał do Jana Szołdrskiego. Ostatnim przedwojennym właścicielem był August Zalewski herbu Lubicz, sanacyjny minister spraw zagranicznych II RP w latach 1926-1932[9]. Pałac ma rzut litery L. Od 1971 roku mieści się w nim Państwowy Dom Pomocy dla Dorosłych. W latach 80. XX wieku dzięki wsparciu finansowemu brytyjskiej arystokratki Sue Ryder zbudowano dla chorych pawilony połączone z pałacem.

Atrakcją wsi jest także:
- Aleja drzew (ul. Platanowa) – prowadzi od pałacu do drogi wojewódzkiej nr 310, złożona z 90 klonów zwyczajnych, 27 platanów zachodnich i 15 jesionów wyniosłych o obwodzie 120–250 cm, uznana za pomnik przyrody.
- Figura Najświętszego Serca Jezusa z 1884 przy drodze do Góry, znajduje się w gminnej ewidencji zabytków[10].

Świątkami przydrożnymi we wsi są również figura Matki Boskiej Niepokalanie Poczętej z 1919 przy skrzyżowaniu ulic Zachodniej i Owocowej oraz figura Matki Boskiej Różańcowej w narożniku pałacu.

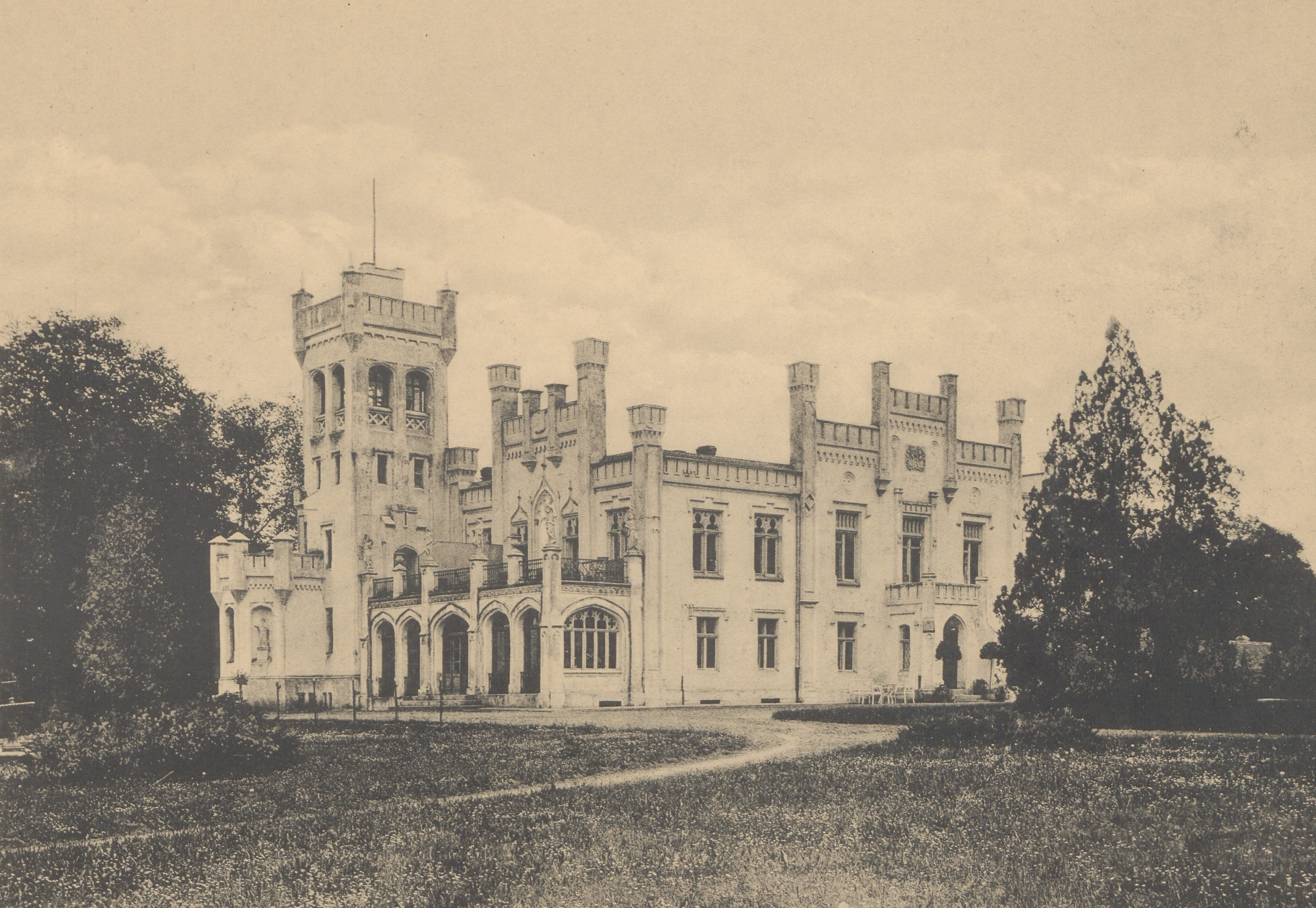
Pałac neogotycki w 1912 roku
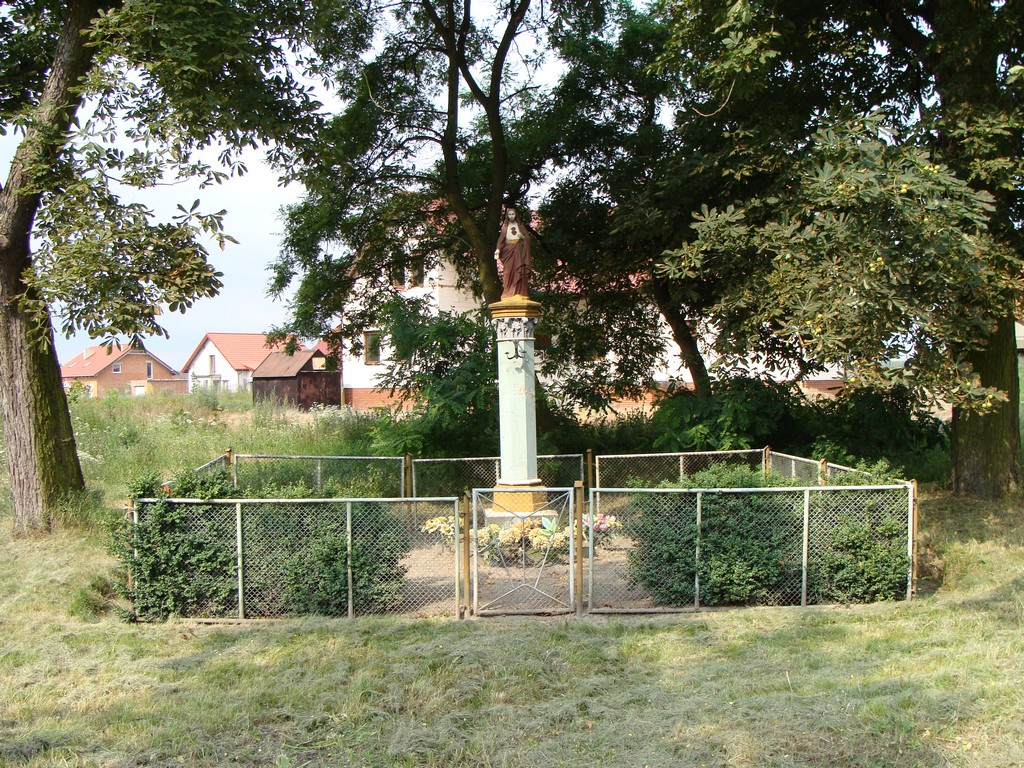
Figura Najświętszego Serca Jezusa

## Demografia
Liczba mieszkańców miejscowości w poszczególnych latach:
| Rok  | Liczba mieszkańców |
| ---- | ------------------ |
| 1998 | 807                |
| 2002 | 991                |
| 2009 | 1535               |
| 2011 | 1682               |
| 2021 | 2356               |

Od roku 1998 do 2021 liczba osób żyjących w miejscowości zwiększyła się o 191,9%.